# مستر پیت
مستر پیت (به انگلیسی: Mr. Pete) (زاده ۳۰ ژانویهٔ ۱۹۸۰) یک بازیگر پورنوگرافی اهل آمریکا است. او همسر الکسیس تگزاس، پورن‌استار مشهور آمریکایی بود.
مستر پیت کار خود را در این صنعت در سال ۲۰۰۰ در سن ۲۰ سالگی شروع کرد. او پیش از ساخت آثار اختصاصی چون New Sensations در ۲۰۰۴ و Light District در سال ۲۰۰۶ فیلم‌هایی را برای کمپانی‌هایی چون Multimedia Productions, Devil’s Film, Hustler و VCA کارگردانی کرده‌است.

## جوایز
- ۲۰۰۴: برنده جایزه AVN - بهترین صحنه سکس خشن (Perverted Stories: The Movie) با جولی نایت و مگی استار
- ۲۰۰۷: برنده جایزه AVN - بهترین سکس گروهی، ویدئو (Fashionistas Safado) با گل توچی، XXX، اریک اورهارد، بلادونا، ساشا گری، جیول مارسو، کریس، جیانا، ژان وال ژان، ملیسا لورن، افسون، ماری لاو، آدریانا نیکول، کارولین پیرس، جنا هیز، نیکول شریدان و ساندرا رومن
- ۲۰۱۱: برنده جایزه AVN - بهترین سکس سه طرفه، G / G / B به نام (The Condemned - Vivid Entertainment Group) با کیمبرلی کین و کریسی لین
- ۲۰۱۲: برنده جایزه XRCO - گمنام شمشیرزن
- ۲۰۱۳؛ نامزد جایزه XBIZ - بازیگر مرد سال
- 2014: AVN هال آو فیم (Hall of Fame) - اعضای این برنامه